# Франко-испанская война (1595—1598)
Франко-испанская война 1595—1598 годов — вооружённый конфликт между Французским королевством и Испанской империей, продолжение войны короля Генриха IV с Католической лигой.

## Испанское вмешательство
Испания тайно поддерживала деятельность Католической лиги ещё в конце 1580-х годов, а после смерти Генриха III, пользуясь обстоятельствами гражданской войны, прибегла к вооружённой интервенции. Герцог Майенский, генеральный наместник королевства от имени провозглашенного Лигой и Парижским парламентом короля Карла X, уже 27 августа 1589, после снятия осады Парижа, отправился из столицы на испанскую территорию в Эно, чтобы договориться с нидерландским губернатором Алессандро Фарнезе о предоставлении военной помощи.
В декабре того же года парламент, считавший, что наместник не обладает достаточной властью, по предложению испанского посла Бернардино де Мендосы выдвинул идею назначить протектора королевства. Делегаты шестнадцати парижских кварталов выдвинули на этот предполагаемый пост кандидатуру Филиппа II, но Майен, опасавшийся могущества испанского короля, назвал в качестве альтернативы римского папу и тем фактически свернул дискуссию.
Испанское правительство обещало предоставить Лиге наёмные войска, но после поражений, понесенных Майеном при Арке и Иври, было решено провести прямую интервенцию, направив во Францию армию герцога Пармского. 15 августа 1590 года 13-тыс. испанское войско соединилось с частями Майена и в сентябре вынудило Генриха IV снять осаду Парижа.
Смерть Карла X (9.05.1590) снова поставила вопрос о наследовании французской короны, и Филипп II попытался добиться избрания королевой своей дочери Изабеллы Клары Евгении и с этой целью усилил военное вмешательство. Юго-западная граница была беззащитна, и несколько тысяч испанских солдат вошли в Лангедок, где боролись герцог де Монморанси, управлявший провинцией от имени короля, и маршал Жуайёз, державший сторону Лиги; прибытие интервентов дало католикам преимущество, и они захватили два десятка небольших крепостей. Екатерине де Бурбон удалось удержать под контролем Беарн и Наварру лишь путём разжигания волнений по ту сторону границы, в Арагоне. На северо-востоке страны лигер Кола, вице-сенешаль Монтелимара, убил губернатора Ла-Фера маркиза де Меньеле, которого подозревал в сношениях с Генрихом IV, после чего герцог Пармский потребовал у Майена передать ему эту важную крепость, в качестве промежуточной базы по пути к Парижу. В Бретани в помощь герцогу де Меркёру, боровшемуся с принцем Домбским, были направлены 4 000 солдат. Испанцы взяли крепость Энбон и помогли Меркёру изгнать силы роялистов из Бретани. Союзник Испании герцог Савойский вторгся в Прованс, овладел Фрежюсом, Драгиньяном, Эксом и Марселем, после чего король Испании назначил его генеральным наместником провинции и пожаловал графство Прованское в лен. Это означало отторжение части территории и грозило распадом Французского государства.
По требованию парижан 12 марта 1591 в столицу был введён иностранный гарнизон: 1200 испанцев и неаполитанцев, которых разместили в домах изгнанных роялистов. Вместе с этим отрядом прибыли испанские представители Иоганн Баптист фон Таксис и Диего Ибарра, сменившие Мендосу. Испанские солдаты были также введены в Мо.
В 1591 году герцог Пармский деблокировал Руан, после чего с боями прошёл через Нормандию до Парижа. Высадившиеся в Ле-Блаве испанские войска вместе с Меркёром разбили королевскую армию при Кране. К началу 1592 года испанцы частично подчинили Бретань, Мен, Лангедок и Гиень.
Летом силы роялистов перешли в контрнаступление в Лангедоке и Провансе, но сторонники Лиги объявили о созыве Генеральных штатов для выборов нового короля и Филипп II приказал Фарнезе начать третий поход во Францию, чтобы при помощи демонстрации силы заставить депутатов избрать испанского кандидата. 20 ноября началось новое вторжение, но через две недели Фарнезе умер и экспедицию пришлось прервать.
Новый командующий испанской армией герцог де Ферия прибыл в Париж только 9 марта 1593, но у него не хватило денег на подкуп депутатов, хотя Майен после долгих переговоров согласился передать французскую корону инфанте или её отцу в обмен на Бретань в качестве наследственного владения.

## Объявление войны
У испанского короля не нашлось полководца, равного Фарнезе, и Генрих IV после перехода в католицизм 22 марта 1594 вошёл в Париж, изгнав оттуда трёхтысячный испанский гарнизон. Взятие столицы несколько усилило его позиции, но при этом зона военных действий к концу года не только не уменьшилась, но даже расширилась, поскольку противники короля не собирались отдавать занятые позиции.
В конце 1594 года герцог Майенский призвал испанские войска в Бургундию, герцог Немурский из Лиона просил помощи у Савойи, герцог д’Эпернон в Провансе снова перешёл на сторону противников короля, герцог де Жуайез в Лангедоке прервал мирные переговоры и возобновил войну с Монморанси, герцог де Меркёр напал на Мен и Анжу, а испанское войско графа де Фуэнтеса двигалось в Пикардию. Угроза нависла над всеми пограничными областями, но «без неослабной поддержки Мадрида французская Лига была бессильна», и 17 января 1595 Генрих IV объявил войну Испании.
По мнению Жан-Пьера Баблона, начиная открытую войну, король стремился к трём целям: «сорвать религиозную маску» со своих противников, перенести военные действия на испанскую территорию, и успокоить заграничных протестантов, показав, что переход в католицизм не означает капитуляции перед Испанией. Таким образом гражданская война превращалась борьбу за освобождение оккупированных иностранными войсками территорий, а лигеры из борцов за веру становились предателями.

## Кампания 1595 года
Наступление в первую очередь было намечено в Люксембурге, Артуа и Франш-Конте. Герцогу Неверскому и Вильруа было поручено северное направление, маршалу Омону западное, герцогу де Гизу южное. Сам король выбрал главной целью Бургундию, намереваясь разом и нанести поражение испанцам, и покончить с Майеном.
Герцогу Буйонскому было приказано вторгнуться в Люксембург и опустошить Франш-Конте с помощью войск герцога Лотарингского, подписавшего мир с Генрихом IV. Вероятно, король рассчитывал таким образом перерезать Испанскую дорогу в двух местах, заставив войска католического короля добираться до Нидерландов кружным путём через Швейцарию и Германию.
Лотарингцы д’Оссонвиля и Трамблекура взяли Везуль, а командовавший передовыми частями в Бургундии маршал Бирон одну за другой брал крепости, входившие в состав огромного фьефа герцога Майенского. Он оказал поддержку жителям Бона, изгнавшим лигерский гарнизон, и 5 февраля овладел городским замком. Королевское вторжение вдохновило на смену лагеря Нюи и Отён, а маркиз де Сенсе сдал Осон. Столицу провинции Дижон Лиге удавалось удерживать под контролем лишь при помощи террора.
Готовясь возглавить бургундский поход, Генрих вызвал Монморанси из его люксембургского наместничества и назначил коннетаблем, но неожиданные успехи герцога Немурского помешали процессу концентрации войск. Немур, сбежавший из крепости Пьер-Ансиз, куда его заключили лионцы, получил от герцога Савойского три тысячи швейцарцев, с которыми бродил по Божоле, Форе и Лионне. Захватив Вьенн, он превратил его в базу для своих набегов, а также контролировал переправу через Рону. Монморанси воспользовался отсутствием герцога и принудил к сдаче Вьенн, Туассе, Фёр и Монбризон (23 апреля). Затем он взял Монлюэль, который укрепил, чтобы закрыть герцогу Савойскому дорогу на Лион. Победы роялистов сокрушили Немура, который умер 15 августа 1595, «подточенный лихорадкой и печалью».
Миланский губернатор коннетабль Кастилии Хуан Фернандес де Веласко перешёл через Альпы с 15 000 пехоты и 3 000 кавалерии, и двинулся на помощь Франш-Конте. Трамблекур был осажден в Везуле и вскоре сдался. Майен с остатками своей армии присоединился к испанцам, которых убедил перейти пограничную Сону и занять Дижон, население которого подняло восстание против Лиги. Призванный дижонцами на помощь маршал Бирон загнал гарнизон противника в замок, а виконта де Таванна вынудил укрыться в Талане.
Генрих IV прибыл в Дижон 4 июня с отрядом из двух тысяч пехоты, тремя сотнями кавалерии и семьюстами дворянами, надеясь вместе с Бироном овладеть замком до подхода испанцев.

## Бой при Фонтен-Франсез
Коннетаблю Кастилии стало известно о приближении французского короля, когда его армия переходила вышедшую из берегов Сону. Вечером 4-го из допроса нескольких пленных Генрих узнал, что к тому времени по понтонному мосту успели переправиться только три испанских полка, и решил атаковать противника на переправе.
В 4 часа ночи 5 июня король выступил из Дижона с тысячей кавалеристов и пятьюстами конными аркебузирами, но в Люсе, взяв  передовой отряд из двух сотен всадников и сотни аркебузир, поскакал к замку Фонтен-Франсез, где назначил сбор своих сил. Оссонвиль с его лотарингцами был отправлен на разведку. Не успев добраться до замка, Генрих был извещён о приближении противника. Бирон со своей ротой отправился на рекогносцировку, прогнал шестьдесят всадников, стоявших на холме за Фонтеном, и прибыл вовремя, чтобы встретить разведчиков Оссонвиля, которых гнали две или три сотни кавалеристов. Слабость встреченных подразделений ввела маршала в заблуждение; решив, что имеет дело с разведывательными группами противника, он сообщил об этом королю, предлагая соединить силы и атаковать их, но, едва отослав сообщение, увидел приближение основных сил испанской армии.
Бирон начал отступление, преследуемый отрядом, который гнался за Оссонвилем, и ещё одним эскадроном из пятисот всадников. Барон де Люкс, с двадцатью людьми прикрывавший отступление, потерял четырёх человек убитыми и был сброшен с лошади. Бирон развернулся, чтобы прийти ему на помощь, но в стычке получил удар тесаком по затылку. Рота, высланная королём на помощь, в страхе бежала, и только появление королевского эскадрона остановило преследователей. Генрих IV оказался в большой опасности, так как части, оставленные в Люсе, ещё не прибыли, в то время как силы противника увеличивались на глазах. К кавалерии, вынудившей Бирона отступать, присоединились ещё пять эскадронов, и подоспел Майен с тремя конными сотнями. Соотношение сил было один против пяти, спутники Генриха предлагали ему спасаться бегством, но король отказался, решив искать спасения в «безумной храбрости».
«За мной, господа, и делайте как я», — прокричал он своим людям и бросился в атаку на преследователей Бирона. Опрокинув яростным ударом первый эскадрон, он обрушился на следующий, который также разбил, после чего с оставшимися двумя с половиной десятками людей приготовился атаковать 150 всадников противника. Неприятельские кавалеристы не стали дожидаться атаки и бросились в беспорядочное бегство, укрывшись позади пехотных порядков и эскадронов, ещё не вступивших в бой. «Честь была спасена» и пришло время ретироваться, пока испанцы не пришли в себя.
К королю прибыло подкрепление в 800 бойцов, он смог выстроить фронт против подошедших к его расположению 1500 всадников противника и те не осмелились атаковать. Майен настаивал на пехотной атаке, но Веласко, как до этого герцог Пармский в Омальском бою, не мог поверить, что французский король действует как простой разведчик, не опираясь на стоящие где-то позади крупные силы. Стремясь обмануть противника, Генрих после рассвета приказал своим солдатам маршировать взад и вперед, перемешав их с косарями, собранными из соседних деревень. Наблюдавший издали коннетабль поверил в значительность сил французов и обвинил Майена в дезинформировании, приказав отступать за Сону и предоставив бургундских лигеров их собственной участи. Возмущённый Майен покинул армию коннетабля и начал искать мира с победителем, приказав командующим в Дижоне и Талане вступить в переговоры с роялистами.
Дело при Фонтен-Франсез «было жарким, но не кровавым», не более шестидесяти убитых с обеих сторон, но имело важные последствия, став «большой моральной победой» и вызвав во Франции небывалый подъем национальных чувств, какого не было после Арка, Иври или Парижа.
Проследив за уходившими испанцами, Генрих 6 июня вернулся в Дижон, куда к нему для принесения присяги прибыл Монморанси.

## Вторжение во Франш-Конте
«Окрыленные успехом» войска Генриха вторглись во Франш-Конте. Не тревожа коннетабля в его укреплённом лагере у Гре, король прошёл всю равнинную часть графства, и его солдаты собрали на этой нетронутой войной территории громадную добычу. Генрих уже чувствовал себя хозяином провинции, ходили слухи, что канцлер Юро де Шеверни и Габриэль д’Эстре намеревались сделать из неё княжество для недавно родившегося Сезара Вандомского. Генрих IV потребовал у швейцарского католического гарнизона Салена сдачи города, но вмешательство союзных Франции протестантских кантонов разрушило его надежды. Швейцарцы напомнили королю о нейтралитете графства Бургундского и настаивали на его уважении. Вынужденный уступить, Генрих вывел войска и направился в Лион, «который открыл Франции ворота долга и повиновения» и установил в честь торжественного прибытия короля триумфальную арку. В Лионе он 22 сентября подписал договор, подтверждавший нейтральность Франш-Конте.

## Действия на севере
На северном направлении французы упустили благоприятное время для наступления. Буйон добился некоторых успехов в Люксембурге, но вскоре был вынужден отступить на французскую территорию. Протестантские державы отказались ему помогать и весной 1595 отозвали свои войска. «Обращение Генриха IV охладило усердие Елизаветы, а прогресс умиротворения вызвал у нее ревность. Она находила, что Франция поднимается слишком быстро».
В районе Уазы и Соммы оставались три крепости, ещё не подчинённые королём: Ам, Ла-Фер и Суассон. Французы подкупили командовавшего в Амском замке сеньора д’Орвилье и просочились из замка в город. Испанский гарнизон забаррикадировал улицы и в течение двенадцати часов в горящем городе шёл упорный уличный бой. Испанцы медленно отступали, шаг за шагом отдавая территорию противнику. Прибытие графа де Сен-Поля положило конец сражению, 21 июня город пал и побежденный гарнизон был безжалостно вырезан.

## Вторжение Фуэнтеса
Взятие Ама стало единственным успехом французов на севере. Филипп II требовал от нидерландского губернатора крупного наступления в Пикардии, даже ценой ослабления позиций на голландском фронте. После того как в феврале 1595 умер эрцгерцог Эрнст, обязанности штатгальтера исполнял граф де Фуэнтес, крупный военачальник, сумевший навести порядок в деморализованных войсках и восстановивший боеспособность прославленной испанской пехоты.
Фуэнтес не успел на помощь Аму, но быстро взял реванш, 25 июня заняв Ле-Катле. Изобразив намерение атаковать Перонну, он внезапно развернулся к северу и осадил Дуллан, прикрывавший одну из дорог на столицу. Французы успели ввести в город 1500 солдат. Генрих IV приказал своему генеральному наместнику герцогу Неверскому собрать армию и выступить на помощь Дуллану, но герцог Буйонский, граф де Сен-Поль и адмирал Виллар, которые привели нормандскую знать, не дождались Невера, решив атаковать осаждающих пятнадцатью сотнями кавалерии и прорваться в город. Фуэнтес двинулся им навстречу, поручив командование пехотой маршалу Рону, лучшему из капитанов Лиги, и лично возглавив кавалерию.
24 июля, увидев испанцев, Буйон и Сен-Поль бросились в атаку, нанеся мощный удар, опрокинувший испанский авангард на первый эскадрон, но усталость лошадей не позволила предпринять вторую атаку. Шеволежеры и конные аркебузиры взяли их с фланга, а пехота Фуэнтеса произвела залп, «который показался адским пламенем, рванувшимся среди пшеницы». Французская кавалерия бежала, оставив свою пехоту одной против ярости противника. «Это была только половина бедствия». Виллара, прикрывавшего отступление с отрядом нормандских дворян, настигали преследователи. Развернувшись, он разбил испанские эскадроны, но тем временем неприятель обошел француза со спины. Его кавалерия бежала, а сам адмирал свалился с лошади. Попав в плен, он предлагал испанским солдатам выкуп, но генеральный комиссар Контрерас признал в нем перебежчика из партии Лиги и приказал разнести ему голову выстрелом из пистолета. На поле боя осталась лежать почти вся французская пехота и шестьсот дворян.
Невер, больше не имея возможности помочь Дуллану, ограничился прикрытием городов на Сомме. 31 июля испанские батареи проделали брешь и войска ворвались в город, где перебили гарнизон и жителей. Жертвами резни стали более четырёх тысяч человек. «Ну а что было делать? — сказал один из испанских капитанов по поводу расправы, — если бы их там было меньше, то меньше было бы убитых».
Не теряя времени, в августе Фуэнтес осадил Камбре. Благодаря помощи городов Артуа и Эно, славших деньги и подкрепления, у него было 5 000 пионеров и 72 орудия, тогда как Генрих IV не мог добиться у парламента выделения средств на организацию похода. Несмотря на все усилия, штатгальтеру удалось взять хорошо укрепленный город только благодаря измене жителей, ненавидевших своего самозванного князя маршала Баланьи и 3 сентября открывших ворота испанцам.
В ноябре 1595 Генрих IV осадил Ла-Фер, который Майен передал испанцам вместе с большими запасами оружия и провизии, и эта осада продолжалась до мая следующего года.

## Распад Католической лиги
Военные неудачи Генриха отчасти компенсировались двумя крупными политическими успехами: папским отпущением грехов и переходом на его сторону большинства лигеров во главе с герцогом Майенским.
Посланцы короля Арно д'Осса и Дю Перрон несколько месяцев вели переговоры в Риме и 30 августа Климент VIII согласился отпустить Генриху грехи и принять его в лоно церкви. Поскольку король Франции не мог лично явиться на церемонию, 17 сентября послы от его имени отреклись от ереси. Папская булла была доставлена Генриху в лагерь под Ла-Фером.
После примирения с папой у Католической лиги не осталось религиозного обоснования для продолжения войны, поэтому, несмотря на военные успехи испанцев, её вожди начали переходить на сторону короля. Маршал Лиги Буа-Дофен, не дожидаясь отпущения, уже в августе 1595 года примирился с королём, сдав ему Шато-Гонтье и Сабле и став маршалом Франции. 28 октября Майен направил Генриху IV послание, в котором просил о помиловании, но при этом требовал амнистии для себя и своих сторонников, передачи на шесть лет крепостей Шалон-сюр-Сона, Сёра и Суассона, а также 3 580 000 ливров на покрытие долгов. Подобные претензии вызвали сильное общественное недовольство и парламент отказался регистрировать соглашение.
Фоламбрейским эдиктом в январе 1596 Генрих согласился передать Майену указанные города на три года, губернаторство в Иль-де-Франсе и 2 640 000 ливров. Герцогу де Жуайёзу, сложившему оружие в Лангедоке, были пожалованы маршальский жезл, наместничество в Верхнем Лангедоке и 1 470 000 ливров. Маркизы де Виллар и де Монпеза, командовавшие в Гиени, последовали его примеру. Маркиз де Сен-Сорлен, брат и наследник герцога Немурского, сдал Монбризон в Форе и Амбер в Оверни. Все лидеры Католической лиги, кроме Омаля и Меркёра, продолжавшего сопротивление в Бретани, подчинились королю. Он соглашался с их условиями, не торгуясь, и это, по словам Агриппы д’Обинье, обошлось казне в 6—7 миллионов экю, а по утверждению Сюлли, знакомого с секретными статьями соглашения, более чем в 10 миллионов.

## Замирение Прованса
Филипп II потерял надежду на завоевание Франции, но у него ещё оставалась возможность попытаться её расчленить. «Он нашел сообщников в ярости последних лигеров, и озлобленности (ressentiment) роялистских грансеньоров». Одним из таких недовольных был герцог д’Эпернон, поднявший против Генриха и лигеров, и роялистов Прованса. Король долгое время не решался порвать с этим могущественным вельможей, хозяином Тулона, Бриньоля и Граса, хотя был осведомлен о тайных переговорах герцога с Испанией и Савойей. Наконец, он уступил настояниям провансальцев и назначил на смену д’Эпернону герцога де Гиза, что символизировало примирение между партиями.
Этот ловкий ход дал результаты: Систерон и Рьес открыли ворота новому губернатору, но герцог д’Эпернон 10 ноября 1595 заключил соглашение с испанцами, пообещав передать им Тулон и начать войну с «принцем Беарнским».
Испанский король также рассчитывал на то, что недовольные передадут ему Марсель, где городской консул Казо и вигье Луи д’Э согласились принять испанский гарнизон, но один из капитанов ополчения Пьер Либерта поднял народ против этих изменников и 17 февраля 1596 Марсель открыл ворота французским войскам.
Гиз и Монморанси настигли д’Эпернона у Видобана, разбитый герцог спасался вплавь через Аржанс, потеряв свой обоз, после чего решил подчиниться королю. При этом он добился от провинциальных штатов выделения крупной суммы для выплаты жалования подлежавшим роспуску войскам. Генрих IV согласился оставить за герцогом д’Эперноном губернаторство в Ангумуа и Сентонже и даже пообещал наместничество в Лимузене.

## Савойский конфликт
Герцог Савойский, вытесненный герцогом д’Эперноном и вождем дофинуазских протестантов Ледигьером из Прованса, больше не рассчитывал овладеть этой провинцией, но не оставлял попыток закрепиться в Дофине, одновременно вступив в переговоры с Генрихом IV по поводу маркизата Салуццо.
Ледигьер пытался положить конец многолетней войне, совершив завоевательный поход в Савойю. Пройдя по ещё занесенным снегом горам, он в июне 1597 захватил Морьен, но там его части попали в окружение, а герцог Савойский, усиленный испанскими частями из Миланского герцогства, с многочисленным войском вторгся в долину Грезиводана и возвел на правом берегу Изера форт Барро, который, издеваясь над протестантами, наименовал крепостью Святого Варфоломея. Ледигьер захватил её 17 марта 1598, но потерял свои завоевания в Савойе.

## Кампания 1596 года
Сменивший Фуэнтеса на посту штатгальтера кардинал Альбрехт Австрийский продолжал наступление на севере. Новой целью испанцев стал Кале, где командовал сеньор де Видоссан, в качестве наследника должности своего дяди. Дядя и племянник в течение сорока лет «имели единственную заботу, расходовать как можно меньше денег на фортификации, содержать как можно меньше солдат и получать как можно больше денег  за свою службу», в результате чего оборона крепости была в неудовлетворительном состоянии.
Бывший маршал Лиги Рон, перешедший на испанскую службу, воспользовался этим и внезапным нападением захватил калезское предместье. Следом за его отрядом наступали основные силы кардинала Альбрехта. Генрих IV прибыл в Булонь с 7 500 солдат, Мориц Оранский обещал послать на помощь 4 000 человек, а на противоположном берегу пролива стояла 16-тысячная английская армия, переправа которой задерживалась из-за штормовой погоды. Генрих послал к Елизавете Английской Санси с просьбой поторопиться с посылкой войск, но королева отправила в Булонь лорда Сидни, передавшего послание, в котором она соглашалась оказать помощь против испанцев, если Кале будет передан Англии. Раздосадованный Генрих воскликнул: «Если меня кусают, то лучше бы лев, а не львица».
Тем временем испуганный приближением испанцев Видоссан укрылся в цитадели, где искало спасения и население города. 17 апреля 1596 испанцы вошли в Кале, где не обнаружили защитников, и взяли в качестве добычи более 1 500 000 экю. 24-го они взяли цитадель и вырезали гарнизон.
Жена губернатора соседнего Ардра Дю Буа д’Аннебо, боявшаяся потерять, как Видоссан,  свои значительные накопления, убедила мужа капитулировать, не подвергая город риску быть взятым штурмом. 23 мая 1200 солдат гарнизона покинули крепость.
Победы штатгальтера и позорные поражения Франции, которые молва приписывала влиянию Габриэли д’Эстре, ненасытная алчность клана которой была общеизвестна, вызывали насмешки:
Великий Генрих, шепчется толпа

Испанца одолеть пока не в духе.

Постыдно удирая от попа,

Он прячется за жопу потаскухи.
У Генриха не было средств для ведения войны. Расходы значительно превышали налоговые поступления, и в казне оставалось всего 25 000 экю. В этих условиях король был вынужден обратиться к нации. Собрать Генеральные штаты, на которых можно было столкнуться с организованной оппозицией, он побоялся и вместо этого 4 ноября 1596 созвал Ассамблею нотаблей в составе 9 прелатов, 12 дворян и 52 магистратов, казначеев Франции, мэров и эшевенов, выразив готовность провести все финансовые реформы которые будут предложены.
Ассамблея вотировала сбор в размере одного су с каждого ливра на все товары и на год отсрочила платежи чиновникам юстиции и финансов. Эти меры могли дать результат в долгосрочной перспективе, но деньги требовались срочно и корона должна была прибегнуть ко всем доступным приёмам извлечения средств у населения. Король потребовал 300 000 экю с членов парламента и богатейших парижских буржуа. Финансисты, уличённые огненной палатой в воровстве, купили прощение своих преступлений за 1 200 000 экю и на сходную сумму удалось продать специально созданные для этого судебные и финансовые должности.
Последняя мера вызвала особенное недовольство Парижского парламента. Король чередовал уговоры с угрозами, но чиновники отказались регистрировать эдикт и пришлось утверждать его силой, посредством lit de justice. Руанский парламент занял ещё более враждебную позицию, благодаря чему в этом городе оживились остатки Лиги, составившие заговор с целью сдать Руан испанцам. Угроза была столь значительной, что Генрих пошёл на уступки, наполовину уменьшив сумму побора, наложенного на Руан, и вдвое сократив количество создаваемых там новых должностей.

## Помощь протестантских держав
Переговоры Генриха IV с Англией возобновились в августе 1595 в период осады Камбре, но претензии королевы Елизаветы на Кале препятствовали восстановлению союза. Генрих согласился ввести в Кале две голландские роты, но отказался впустить туда английских солдат. После взятия испанцами калезского предместья к королеве 18 апреля 1596 был направлен Санси, который должен был добиться военной помощи для снятия осады Кале и одновременно отказа Англии от этого города, угрожая, что в противном случае Генрих пойдет на соглашение с испанским королём. Елизавета отвергла такие условия, и через несколько дней цитадель Кале пала.
После этого английское правительство всё же было вынуждено признать, что захват испанцами позиции напротив Дувра представляет угрозу, и королева согласилась, по крайней мере, на бумаге, с предложениями присоединившегося к Санси герцога Буйонского о заключении оборонительного и наступательного союза против Филиппа II. 24 и 26 мая в Гринвиче были подписаны два договора, один публичный, второй секретный. Елизавета обещала предоставить 4000 солдат и начать военные действия на испанской территории, а Генрих обязался не заключать мира с Испанией без согласия Англии и Республики Соединенных провинций.
Голландцы предоставили французам 450 000 флоринов и пообещали координировать с ними военные операции в следующем году. В протестантской Германии королевские послы ничего не добились, так как обращение Генриха IV, ненависть лютеран к реформатам и смерть старых союзников пфальцграфа Иоганна Казимира, курфюрста Кристиана Саксонского и ландграфа Вильгельма Гессенского, на смену которым пришло новое поколение князей, значительно ослабили интерес немцев к французским делам.
Англичане приступили к делу немедленно и уже 13 июня из Плимута вышла эскадра графов Ноттингема и Эссекса, к которой присоединились голландские корабли. 30 июня объединенная флотилия атаковала бухту Кадиса, где стояли 18 кораблей с грузом золота из Вест-Индии, и уничтожила испанский Золотой флот, а затем англо-голландский десант захватил, разграбил и сжёг сам Кадис. Финансовый ущерб для Испании был сопоставим с гибелью Непобедимой армады; в ноябре 1596 Филипп II в четвёртый раз за свое правление объявил государственное банкротство, отказавшись платить проценты по внутренним и внешним займам.

## Кампания 1597 года
В 1597 году Генрих планировал перейти в наступление и осадить Аррас, столицу Артуа, провинции, в которой в сентябре 1596 года маршал Бирон нанес поражение частям маркиза де Варамбона и захватил огромную добычу. Плацдармом для наступления был выбран Амьен, куда свезли артиллерию, порох и снаряжение. Король собирался направить туда швейцарцев и городское ополчение, но жители, боявшиеся за свои свободы, отказались принять гарнизон. Сами они несли охрану небрежно и губернатор захваченного испанцами Дуллана воспользовался этим, послав в Амьен солдат, переодетых крестьянами, которые 11 марта 1597 без труда проникли в город и захватили его.
Амьен был ключом к долине Соммы и его падение создавало непосредственную угрозу Парижу. Застигнутый этим страшным известием в ночь с 11-го на 12-е, во время придворного бала, Генрих произнёс: «Побыл королем Франции, пора снова стать королем Наварры» и на следующий день отправился в Пикардию, где приказал усилить гарнизоны соседних с Амьеном Бове, Мондидье, Корби и Пикиньи, стянуть для осады все доступные войска и даже созвать бан и арьербан. Протестантская знать откликнулась на его призыв, тогда как католики не проявляли особого рвения.
Маршал Бирон пытался укрепить нидерландскую границу, чтобы помешать Альбрехту подать помощь Амьену. Изнывая от бездействия, Генрих попытался захватить Аррас неожиданным нападением, но набег не удался, у короля обострилась мочекаменная болезнь и он на некоторое время слёг в Абвиле.
Рони получил приказ отлить в парижском арсенале новые пушки взамен оставленных в Амьене, и через месяц поставил 32 орудия, порох и боеприпасы, сумел изыскать средства на выплату жалования и организовал полевой госпиталь. Бирон в апреле начал осаду Амьена, имея всего 3000 человек против 6000 у противника, но 8 июня в осадный лагерь прибыл король с сильным подкреплением и осадным парком.
Амьен, подвергнутый обстрелу из 45 орудий, был обречён без помощи полевой армии, и эрцгерцог Альбрехт во главе войска из 15 000 пехоты и 4000 кавалерии 15 сентября попытался деблокировать город. Испанцы дважды атаковали французские войска и оба раза Буйон с Майеном при поддержке артиллерии отражали эти атаки. На следующий день Альбрехт приказал трубить отход и 25-го город сдался.

## Подчинение Бретани
В Бретани Филипп II поддерживал герцога де Меркёра, бывшего для испанского короля одновременно и союзником и конкурентом. Между вождем лигеров и командующим испанскими войсками Хуаном дель Агилой существовало глубокое недоверие. Когда маршал Омон, посланный в эту провинцию Генрихом IV, осадил замок Морле, герцог просил испанца о помощи, но тот не двинулся с места. В свою очередь, когда роялисты в октябре 1594 взяли в осаду форт Крозон, который испанцы возвели для присмотра за Брестом и его рейдом, Меркёр отказался предоставить им солдат. В ноябре маршал Омон взял крепость и вырезал гарнизон, разрушив планы Филиппа по превращению Бреста в базу снабжения и этап на пути в Нидерланды.
Вывод английских войск в феврале 1595 и гибель маршала Омона 19 августа того же года остановили успехи роялистов в Бретани. Меркёр собирался перенести военные действия в Анжу, Пуату и Мен, но Агила не желал идти к Луаре, сомневаясь, что сможет там утвердиться. Испанцы угрожали Сен-Назеру и сосредоточивались у ворот Нанта, демонстрируя враждебность к вождю лигеров.
В конечном счете, война лигеров с роялистами в Бретани, которую испанцы называли сплошным лесом преступников, а также в соседних Анжу, Мене и Пуату свелась к череде взаимных набегов, сопровождавшихся самым разнузданным бандитизмом. И те и другие «грабят и убивают, но лигеры отличаются особо. Они вешают пленных; они привязывают их к мельничным крыльям; они их сжигают; они убивают их голодом; они бросают живых во рвы с разлагающимися трупами». Губернатор Крана Пьер Лекорню умножал убийства при помощи хитрых ловушек. Трое братьев Сент-Оффанжей из своих укрытий в Сен-Семфорьене и Рошфоре грабили на больших дорогах у Луары. Они ранили или убили шесть десятков мирных гугенотов, собравшихся в 1595 году на проповедь в Ла-Шатеньере. Они создали в Рошфоре огненную палату, предлагавшую пленным протестантам на выбор костер или мессу. А при случае они грабили монастыри и вырезали монахов. Легендарный Ги Эде де Бомануар, барон де Ла-Фонтенель, по прозвищу Волк, внезапным нападением захватил Пенмарк, в те времена бывший важным торговым центром, приказал убить всех мужчин и изнасиловать всех женщин от семнадцати лет. Этот бандит предпочитал нападать на крестьян, ему приписывали более 5 000 жертв. Он запрещал зарывать тела под страхом смерти, потому что запах трупов, по его словам, нежен и мягок. «Такими преступлениями закончила Лига в регионе, который был с наибольшим упорством предан ее делу».
Филипп де Морне вел с Меркёром нескончаемые переговоры о переходе на сторону короля. После освобождения Амьена королевская власть получила возможность заняться бретонскими делами. «Мы вернули Амьен, теперь нужно вернуть и Бретань и устремить туда все наши помыслы, силы и средства», — писал Генрих IV Морне. После Амьена герцог больше не мог рассчитывать на внешнюю поддержку и королевские советники, в частности Монморанси и Шомберг, полагали, что настало время с ним договориться. Бретонцы уже давно жаловались, что король не торопится с их освобождением.
В начале января 1598 Генрих выступил в поход в Бретань с 14-тысячной армией. При его приближении бретонские города изгоняли гарнизоны Лиги и открывали ворота. Губернаторы Крана, Рошфора и Мирбо капитулировали. Меркёр прислал в Анже своих представителей и 20 марта, благодаря Габриэли д’Эстре, было заключено соглашение. За отказ от Бретонского губернаторства герцог получал рекордную сумму в 4 295 000 ливров, но при этом одна из статей обязывала его выдать единственную дочь за Сезара Вандомского, и таким образом со временем деньги должны были достаться королевской семье. Во время пребывания короля в Нанте 13 апреля 1598 был издан Нантский эдикт, положивший конец периоду Религиозных войн.

## Вервенский мир
Сразу же после освобождения Амьена Генриху IV пришлось распустить свою армию, поскольку на её содержание не было средств. Парламенты отказывались предоставлять субсидии даже когда испанцы стояли в Амьене и существовала угроза столице. «Если попытка Филиппа II завоевать Францию провалилась, то и Генрих IV был не в состоянии отомстить и ответить ударом на удар».
У Испании ресурсы также подошли к концу, англичане и голландцы грабили её колонии, сокрушили её флот и опустошали её побережья. Контраст между упадком главной католической державы и растущим могуществом протестантских стран беспокоил папу Климента VIII, который ещё в 1595 году послал в Испанию кардинала-племянника Джованни Франческо Альдобрандини с предложением обсудить условия мира. И всё же потребовалось отвоевание Амьена и ощущение приближающейся смерти, чтобы убедить Филиппа в тщете его непомерных амбиций. Если в 1595 году, отказываясь от папского посредничества, испанский король полагал, что военные победы позволят ему завладеть Бретанью, Провансом или хотя бы Пикардией, то после примирения Генриха с Римом, Кадисской катастрофы и фактически проигранной войны в Нидерландах ни на какие приобретения рассчитывать не приходилось.
Генерал ордена кордельеров Бартоломео Катальджироне под папской эгидой открыл мирные переговоры в Вервене. Францию представляли канцлер Помпонн де Бельевр и коадъютор Никола Брюлар де Силлери, Испанскую империю контуазец Жан Ришардо, немец Иоганн Баптист фон Таксис и фламандец Луи Веррейкен.
Мирный договор, «долго оспаривавшийся, часто нарушавшийся, иногда безнадежный» был подписан 2 мая 1598 и папский нунций Алессандро Медичи, приехавший с французской делегацией, выразил своё удовлетворение. Мир восстанавливал status quo в соответствии с условиями предшествовавшего договора в Като-Камбрези. Французы получали обратно Ле-Блаве, Ардр, Дуллан и Кале. Вопрос о правах Филиппа II на Бургундское наследство так и оставался нерешённым; из земель, отвоеванных Людовиком XI в ходе войны за Бургундское наследство, за королём Испании по прежнему оставалось графство Шароле, под сюзеренитетом французской короны.
Стороны согласовали позиции относительно союзников друг друга, но оставался нерешённым конфликт между Францией и Савойей. Карл Эммануэль возвратил крепости, которые занимал в Провансе, но захваченный в 1588 году маркизат Салуццо реституировать отказался. С общего согласия дело передали в папский арбитраж; Климент VIII взял год на размышление, но потом отказался решать спор. В следующем году герцог Савойский пытался лично договориться с королём Франции в Париже, но переговоры закончились неудачей и вопрос решился в ходе франко-савойской войны.

## Комментарии
1. ↑  Она была дочерью Элизабет де Валуа и внучкой Генриха II, для её избрания на французский трон надо было отменить салический закон, и президент Жаннен вёл об этом переговоры в Мадриде (Mariéjol, pp. 330—331)
2. ↑  Сразу же после убийства Генриха III этот амбициозный лидер предложил Гренобльскому парламенту признать его королём, «потому что он ближайший из тех, кого можно взять» после пресечения дома Валуа, если не считать еретиков-Бурбонов (Mariéjol, p. 331)